# Soucis
Soucis (dt.: „Kummer“, Tourat-Soucis) ist ein besiedelter Ort im Quarter (Distrikt) Castries im Westen des Inselstaates St. Lucia in der Karibik. 

## Geographie
Der Ort liegt am südlichen Rand des Tales des Cul de Sac zusammen mit Tourat.

## Klima
Nach dem Köppen-Geiger-System zeichnet sich Soucis durch ein tropisches Klima mit der Kurzbezeichnung Af aus.